# Malhação de Judas

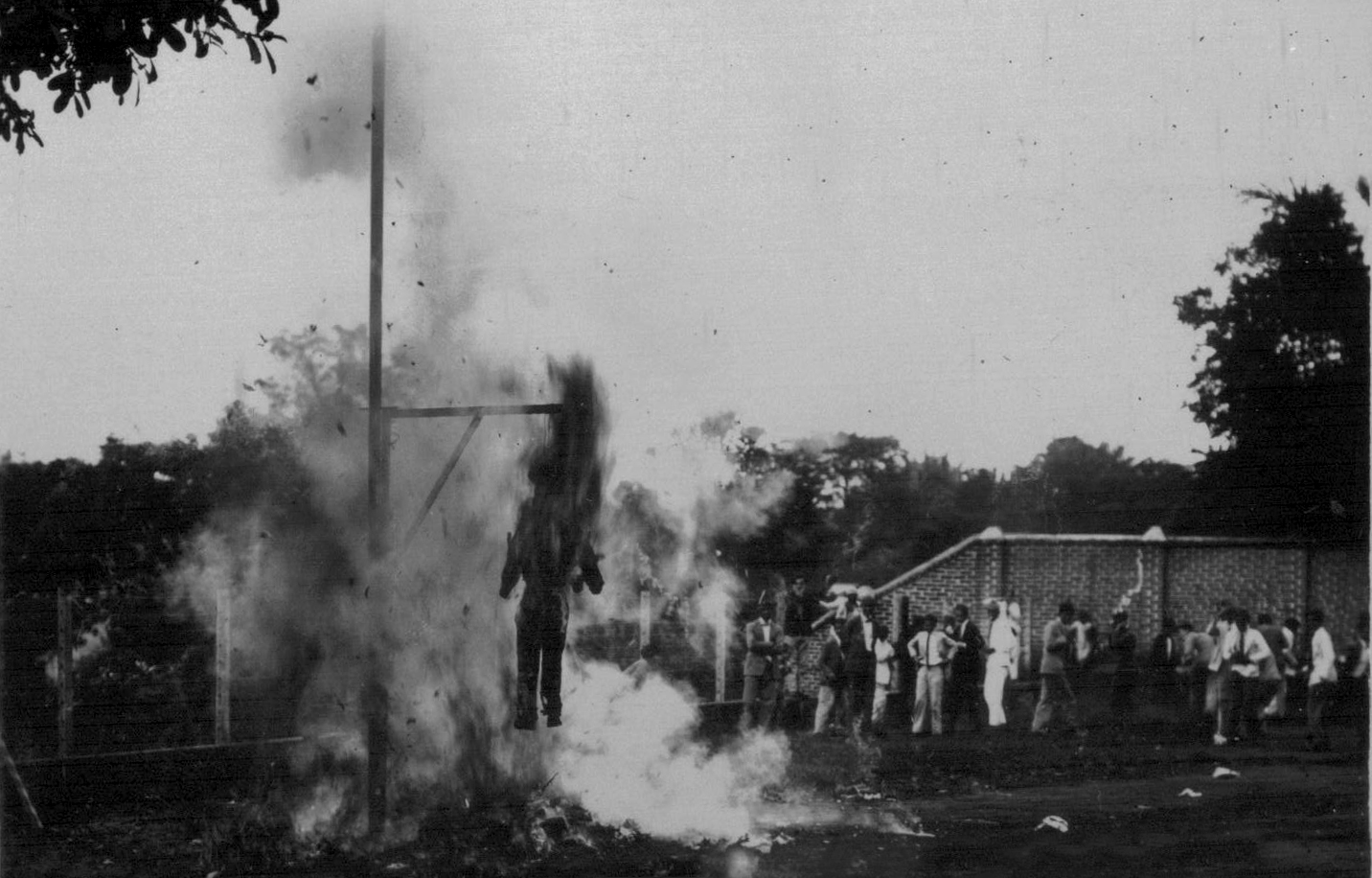
Queima de Judas em Juiz de Fora, Brasil (1909)

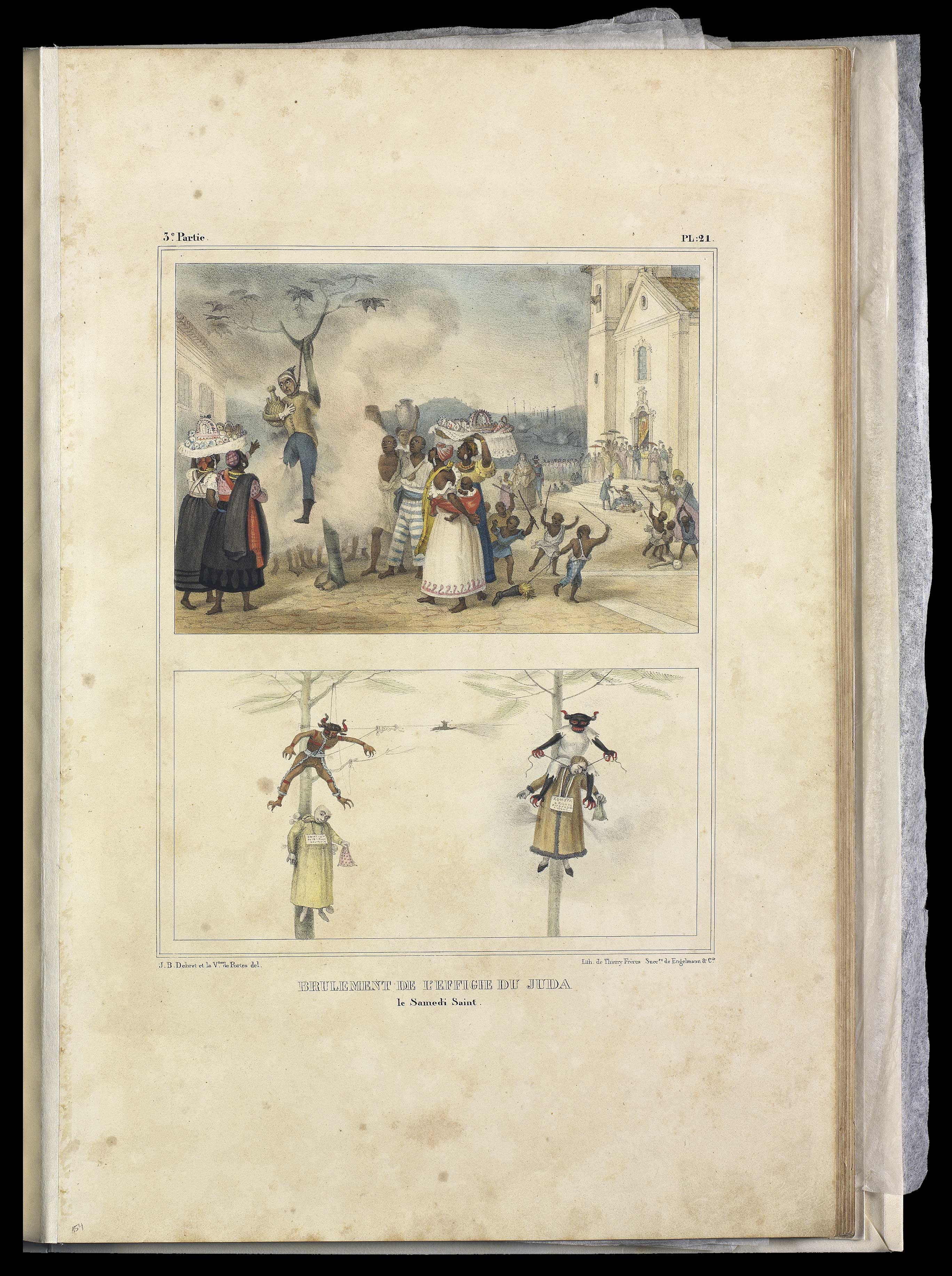
Malhação de Judas (Debret, Jean-Baptiste, 1768-1848. Voyage pittoresque et historique au Brésil. Tome troisième. p. 34).

Malhação de Judas ou Queima de Judas é uma tradição vigente em diversas comunidades católicas que foi introduzida na América Latina pelos espanhóis e portugueses. É também realizada em diversos outros países, sempre no Sábado de Aleluia, simbolizando a morte de Judas Iscariotes.
Consiste em surrar um boneco do tamanho de um homem, forrado de serragem, trapos ou jornal, pelas ruas de um bairro e atear fogo a ele, normalmente ao meio-dia.

## História

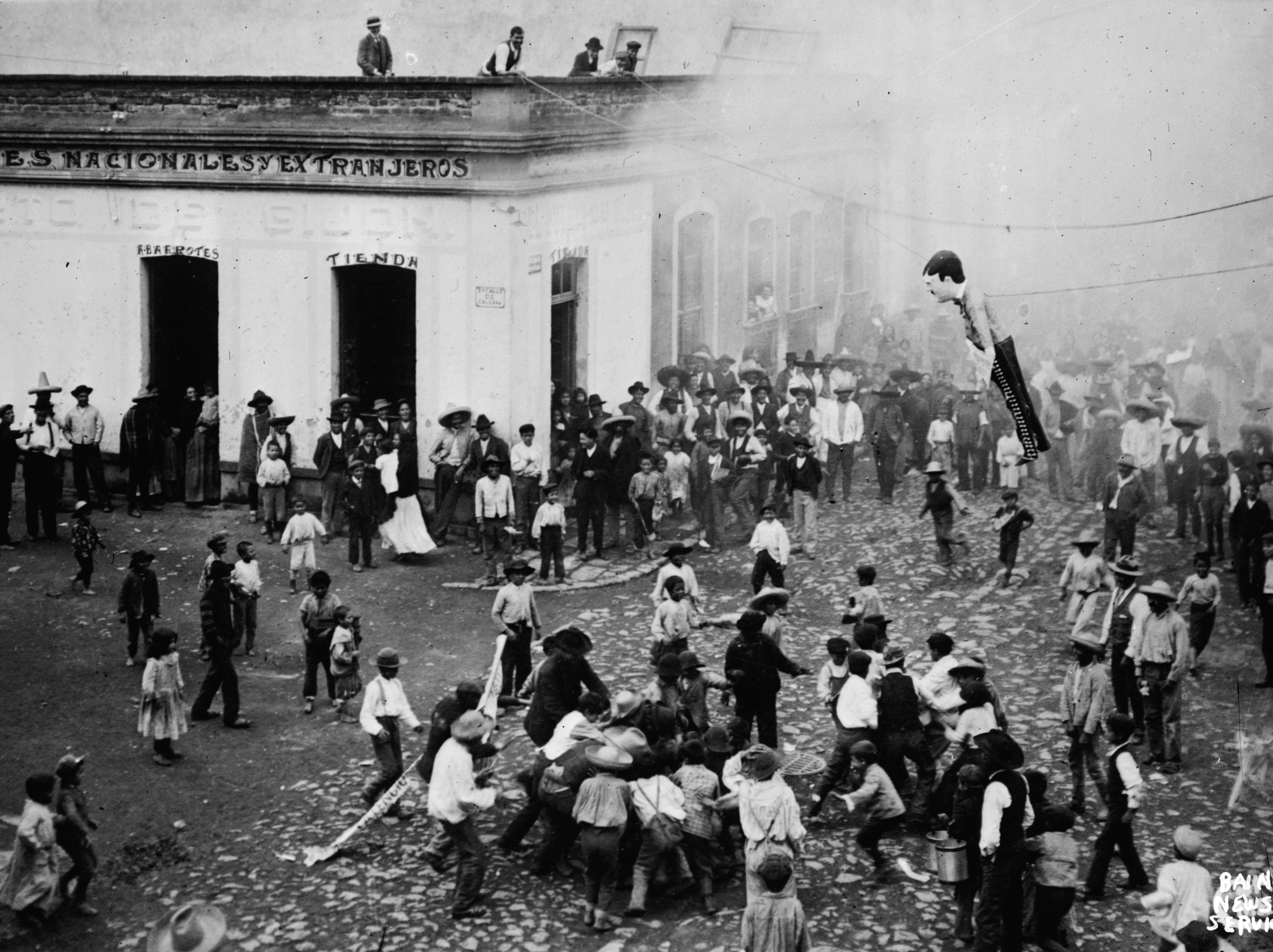
Malhação de Judas no México no começo do século XX

Cada país realiza a tradição de um modo, sendo que alguns queimam os bonecos em frente a cemitérios ou perto de igrejas. No Brasil é comum enfeitar o boneco com máscaras ou placas com o nome de políticos, técnicos de futebol ou mesmo personalidades não tão bem aceitas pelo povo.
Algumas cidades fazem da Malhação de Judas uma atração turística, como a cidade paulista de Itu. O costume ituano difere da malhação do Judas de qualquer outro lugar do país. O Estouro do Judas é um acontecimento exclusivo da cidade de Itu, que mantém a tradição da literal explosão dos bonecos representando as figuras do próprio Judas e do diabo. Ao invés de realizar o espancamento do boneco, os ituanos inventaram um espetáculo no qual Judas, acompanhado do demônio, é detonado com bombas.